# 林簡士
林简士（?—?），字敬所。福建晉江人，清朝政治人物。
乾隆元年（1736年）丙辰科进士，授国子典籍。升任国子监祭酒，之后告官归家。